# Vacaville
Vacaville és una població dels Estats Units a l'estat de Califòrnia. Segons el cens del 2008 tenia 92.919 habitants.

## Demografia
Segons el cens del 2000, Vacaville tenia 88.625 habitants, 28.105 habitatges, i 20.966 famílies. La densitat de població era de 1.263,6 habitants/km².
Dels 28.105 habitatges en un 41,4% hi vivien nens de menys de 18 anys, en un 57% hi vivien parelles casades, en un 12,4% dones solteres, i en un 25,4% no eren unitats familiars. En el 19,2% dels habitatges hi vivien persones soles el 6,4% de les quals corresponia a persones de 65 anys o més que vivien soles. El nombre mitjà de persones vivint en cada habitatge era de 2,83 i el nombre mitjà de persones que vivien en cada família era de 3,24.
Per edats la població es repartia de la següent manera: un 27% tenia menys de 18 anys, un 9% entre 18 i 24, un 35,4% entre 25 i 44, un 20,3% de 45 a 60 i un 8,3% 65 anys o més.
L'edat mediana era de 34 anys. Per cada 100 dones de 18 o més anys hi havia 124,7 homes.
La renda mediana per habitatge era de 57.667 $ i la renda mediana per família de 63.950 $. Els homes tenien una renda mediana de 43.527 $ mentre que les dones 31.748 $. La renda per capita de la població era de 21.557 $. Entorn del 4,3% de les famílies i el 6,1% de la població estaven per davall del llindar de pobresa.

## Poblacions més properes
El següent diagrama mostra les poblacions més properes.